# هر دو (فیلم)
هر دو (انگلیسی: Both) (به هندی: Dono) فیلم هندی رمانتیک درام هندی-زبان است که در سال ۲۰۲۳ اکران گردید، کارگردان فیلم دبوتانت اَونیش اس. بارجاتیا، پسر سورج بارجاتیا می‌باشد و نویسندگان آن اَونیش اس. بارجاتیا و مانو شرما هستند. این فیلم به صورت مشترک توسط شرکت‌های راجشری پروداکشنز و جیو استودیوز ساخته شد. نقش اصلی آن را هنرمندان تازه‌کار، راجویر دئول و پالوما دیلون بازی کرده‌اند. فیلم در روز ۵ اکتبر ۲۰۲۳ به نمایش درآمد.